# Saison 5
Saison 5 – piąty studyjny album francuskiego zespołu hip-hopowego IAM. Premiera wydawnictwa odbyła się 2 kwietnia 2007 roku.
Płyta zadebiutowała na 2. miejscu notowania SNEP we Francji.

## Lista utworów
Źródło.
| #  | Tytuł                                           | Wykonawcy                      | Producent                          | Goście        | Chór                          | Czas |
| -- | ----------------------------------------------- | ------------------------------ | ---------------------------------- | ------------- | ----------------------------- | ---- |
| 1  | "W.W."                                          | Akhenaton - Shurik'n           | Imhotep & Kheops                   |               |                               | 4:45 |
| 2  | "Une autre brique"                              | Akhenaton - Shurik'n           | Olivier "Akos" Castelli - DJ Spank |               |                               | 4:29 |
| 3  | "Hip Hop Ville"                                 | Akhenaton - Shurik'n           | Olivier "Akos" Castelli - DJ Spank |               |                               | 3:52 |
| 4  | "Tu Le Sais, Pt. 1 / Tu La Sais, Pt. 2          | Akhenaton - Shurik'n           | Akhenaton                          |               |                               | 4:31 |
| 5  | "Offishall"                                     | Akhenaton - Shurik'n           | Imhotep & Khéops                   |               |                               | 3:45 |
| 6  | "Nos heures de gloire"                          | Akhenaton - Freeman - Shurik'n | Akhenaton                          |               |                               | 4:32 |
| 7  | "Ça vient de la rue"                            | Akhenaton - Freeman - Shurik'n | Imhotep & Khéops                   |               | Polydor "Crew"                | 3:30 |
| 8  | "To the world"                                  | Akhenaton - Shurik'n           | Akhenaton - Shurik'n               | Jehro         |                               | 4:18 |
| 9  | "Le style de l'homme libre"                     | Akhenaton - Freeman - Shurik'n | Imhotep                            |               |                               | 3:56 |
| 10 | "Rap de droite"                                 | Akhenaton - Shurik'n           | Olivier "Akos" Castelli - DJ Spank |               |                               | 4:07 |
| 11 | "Il en faut peu"                                | Akhenaton - Shurik'n           | Imhotep                            |               |                               | 3:19 |
| 12 | "Si tu m'aimais"                                | Akhenaton - Shurik'n           | Olivier "Akos" Castelli - DJ Spank | Saïd          |                               | 5:22 |
| 13 | "Sur les remparts"                              | Akhenaton - Freeman - Shurik'n | Imhotep                            | Julie Zenatti |                               | 3:46 |
| 14 | "Rien de personnel"                             | Akhenaton - Shurik'n           | Hal                                |               |                               | 4:09 |
| 15 | "Coupe le cake"                                 | Akhenaton - Shurik'n           | Akhenaton                          |               |                               | 3:59 |
| 16 | "Au quartier"                                   | Akhenaton                      | Olivier "Akos" Castelli & DJ Spank |               | Shurik'n                      | 4:57 |
| 17 | "United"                                        | Akhenaton - Shurik'n           | Olivier "Akos" Castelli            |               | Freeman                       | 3:56 |
| 18 | "Hier j'ai croisé un guerrier" (bonus Internet) | Akhenaton - Freeman - Shurik'n |                                    |               |                               | 3:55 |
| 19 | "C.V." (bonus DVD)                              | Akhenaton - Freeman - Shurik'n | Akhenaton                          |               |                               | 3:46 |
| 20 | "La ligue" (bonus DVD)                          | Akhenaton - Freeman - Shurik'n |                                    |               | Hervé Mathoux & Darren Tulett | 4:12 |